# Yu Kil-chun
Đây là một tên người Triều Tiên, họ là Yu.
Yu Kil-chun (Hangul: 유길준, Hanja: 兪吉濬; sinh ngày 24 tháng 10 năm 1856 - 30 tháng 9 năm 1914) là một nhà cách mạng và nhà tư tưởng khai sáng Triều Tiên. Ông còn có biệt danh là Kudang (구당, 矩堂), Chonmin (천민, 天民), Kuyil (구일, 矩一).

## Sách
- Seoyukyonmun (서유견문, 西遊見聞)
- Kudangsicho (구당시초, 矩堂詩抄)
- Kudangjip (구당집, 矩堂集)
- Kudangsuganjip (구당서간집, 矩堂書簡集)